# Chromatofor
Chromatofory – struktury związane z powstawaniem barw u różnych organizmów.
Chromatofory zwierząt zawierające pigment komórki spotykane szeroko wśród zwierząt, w tym płazów, ryb, gadów, skorupiaków, głowonogów, a także u bakterii. Dla odmiany u ssaków i ptaków występuje rodzaj komórek zwanych melanocytami, pełniących podobną funkcję.
Chromatofory bakterii są to kolorowe pęcherzyki związane z błonami, występujące u niektórych form bakterii fotosyntezujących. 
Chromatofory glonów to określenie stosowane jako synonim plastydów. W szczególności używane w odniesieniu do dużych, skręconych chloroplastów spotykanych u takich glonów jak np. skrętnica (Spirogyra).